# Justice Society of America
Justice Society of America (även kända som JSA) var det allra första superhjälteteamet på 1940-talet, under vad som idag kallas de amerikanska serietidningarnas guldålder. Serien har återupplivats åtskilliga gånger och har än idag en populär serietidning i USA, utgiven av DC Comics.
I svenska utgåvor har gruppen vanligtvis kallats Rättvisans Väktare.
Serien har gett inspiration till den senare och mer populära gruppen Justice League of America/Lagens väktare.

## Medlemmar
Under åren har många figurer passerat revy i JSA.

### Medlemmar under 1940-talet
- Green Lantern I
- Hourman I
- Hawkman I
- Dr. Mid-Nite I
- Wonder Woman I
- Black Canary I
- Atom I
- Wildcat I
- Sandman I
- Flash I
- Mister Terrific I
- Starman I
- Spectre I
- Dr. Fate I
- Johnny Thunder I
- Superman (medlemskap ej kanon i dagens serier)
- Batman (medlemskap ej kanon i dagens serier)

### Nya medlemmar 60-80-tal
- Robin version jord-2 (medlemskap ej kanon i dagens serier)
- Huntress (medlemskap ej kanon i dagens serier)
- Star-Spangled Kid I
- Power Girl
- Red Tornado II

### Medlemmar i dagens JSA
- Green Lantern I / Sentinel
- Hourman I
- Hourman II
- Hourman III
- Hawkman I
- Hawkgirl II
- Dr. Mid-Nite II
- Black Canary II
- Atom-Smasher
- Wildcat I
- Sandy / Sand
- Flash I [förtydliga]
- Mister Terrific II
- Starman VII
- Star-Spangled Kid II / Stargirl
- Jakeem Thunder
- Captain Marvel[förtydliga]
- Black Adam
- Power Girl

 Artikeln var, i den version den hade den 20 mars 2006, helt eller delvis hämtad från Seriewikin (hos Seriefrämjandet): Justice Society of America